# Melrose (Ohio)
Melrose – wieś w Stanach Zjednoczonych, w stanie Ohio, w hrabstwie Paulding.